# Рим
 Тази статия е за града.  За провинцията вижте Рим (провинция).  За сериала вижте Рим (сериал).
Рим (на италиански и латински: Roma, Ро̀ма; на готски: ̼̰͂̿; латинска транскрипция Ruma; на гръцки: Ρώμη) е столицата на Италия и област Лацио. Разположен е на реките Тибър и Аниене. Бил е столица на Римската империя, най-могъщата, голяма и най-дълго просъществувалата империя в класическата западна цивилизация. Ватиканът, анклав в Рим, е суверенна държава, седалище на Римската католическа църква и папата.
Рим е най-големият град в Италия и един от най-големите европейски градове с площ от 1287,36 кв. км. Предградията му достигат до Тиренско море. В границите на града населението е 2,8 милиона жители (към 31 декември 2019 г.); почти 4,4 милиона живеят в района на Рим.
С брутния си вътрешен продукт от 97 милиарда евро (през 2005 г.) Рим дава 6,7% от италианския БВП, който е най-големият от всички италиански градове.
Градът съществува от 2800 години, като е бил средище на Древен Рим, по-късно на Папската област, Италианското кралство и Италианската република (съвременна Италия). Рим е известен още като la Città Eterna (от итал. „Вечният град“) и l' Urbe (от латински: „Градът“).

## История
Според археологическите данни съвременната територия на Рим е обитавана от хора поне от 12 хилядолетие пр.н.е., но тези палеолитни и неолитни находки са малко и фрагментирани от значително по-плътните по-късни археологически пластове.

### Античност
Съгласно базирани на археологическите свидетелства хипотези градът се формира постепенно на основата на скотовъдски селища в горната част на хълма Палатин. В същото време датираща от древността легенда разказва, че градът е основан на 21 април 753 година пр.н.е. от братята Ромул и Рем, отгледани от вълчица синове на весталката Рея Силвия и бога Марс. Друга легенда извежда произхода на основателите на Рим от Еней, герой, избягал от победената Троя след Троянската война.
В древността градската територия на Рим включва седемте хълма по левия бряг на река Тибър. Първоначално по шест от тях има селища на племената латини и сабини, а седмият, Целий, е заселен с етруски. Около 6 век пр.н.е. низината между хълмовете е превърната в общ пазарен площад – форум. На хълма Капитолий са построени крепост и храм на Юпитер и той става военен и религиозен център на града.
Първоначалното селище се превръща в столица на Римското царство, в края на 6 век пр.н.е. – на Римската република, а през 1 век пр.н.е. – на Римската империя. Успехът на Римската държава се дължи на съчетание от военни завоевания, търговска хегемония и избирателно асимилиране на съседните народи, най-вече на италийци, етруски и гърци. През първите столетия от съществуването на Рим негов основен съперник са етруските, а през 386 година пр.н.е. градът за кратко е завзет от галите.
След тази криза Рим се стабилизира и през 3 век вече е доминираща сила на Апенинския полуостров, след като подчинява сабините, етруските, самнитите и повечето гръцки колонии във Велика Гърция. В последвалите Пунически войни Рим успява да се наложи и над средиземноморската империя на Картаген, като за пръв път установява контрол над отвъдморски владения – Сицилия, Сардиния и Корсика, Испания.
От 2 век пр.н.е. населението на Рим започва бързо да нараства, тъй като в града се заселват много италийски селяни, изтласкани от земите си от разрастващите се едри поземлени владения, използващи робски труд. От началото на 2 век пр.н.е. римляните се намесват в сложните отношения между елинистичните държави в Източното Средиземноморие, а през 146 година пр.н.е. завладяват същинска Гърция.
В периода на своето най-голямо могъщество, между 1 век пр.н.е. и 1 век, Средиземно море се оказва вътрешно за Римската империя, като нейната територия включва цялото му крайбрежие, както и значителна част от Западна Европа. Императорите предприемат мащабни строежи в своята столица и Рим е осеян с внушителни нови сгради, дворци, форуми и базилики. Градът запазва значението си, въпреки стихийни бедствия като големия пожар през 64 година или унищожилата една трета от населението му Антонинова чума през 165 – 180 година, и става първият градски център в историята на човечеството, чието население надхвърля 1 милион души.
През 3 век в Римската империя започват да се забелязват признаци на упадък. В същото време самият град Рим започва да губи политическото си значение, като на изток е създадена новата столица Константинопол, а в самата Италия императорите изместват седалището си в Милано, а след това в Равена. Към 273 година населението на Рим е намаляло до 500 хиляди души. През 410 година, за пръв път от осем века, градът е превзет от чужда армия, тази на вестготи, последвани през 455 година от вандалите.
В края на 5 век Западната Римска империя е унищожена и Италия попада под контрола на остготите, а след това на Източната империя. През този период Рим силно запада, а населението му спада драстично до около 35 хиляди души, превръщайки някога процъфтяващия мегаполис в отделни групи от обитавани сгради, разпръснати сред обширни райони с развалини, дива растителност, лозя и малки градини.
През този период на упадък и безредици нарастваща роля за града започва да играе римският епископ, наричан папа. По традиция смятан за духовен наследник на загиналите мъченически в Рим апостоли Петър и Павел, той се ползва с авторитет в целия християнски свят и е смятан за пръв по ранг сред петимата патриарси. Папите установяват политически контрол в Рим и в средата на 8 век го превръщат в център на своята Папска държава.

### Средновековие и Ренесанс
От края на 6 век поне номинално Рим се намира под властта на Източната Римска империя в рамките на нейния Равенски екзархат. През 751 година лангобардите унищожават Екзархата, но Рим не е завладян от тях – през 756 година франкският майордом Пипин Къси предава на папа Стефан II светската власт над Рим и съседните области, с което е поставено началото на Папската държава. Връзките между папския престол и наследниците на Пипин се запазват и през следващите десетилетия, като през 800 година папа Лъв III обявява сина му Карл Велики за наследник на Западната империя.
През 846 година арабите разграбват предградията на Рим, но не успяват да преминат градските стени. През следващите няколко столетия, с нарастването на централизацията и влиянието на Римокатолическата църква, Рим възвръща част от някогашното си политическо значение. Градът е център на поклонничество за християните от Западна Европа, както и в центъра на конфликтите между папата и императорите на Свещената Римска империя за влияние в Италия. Той не губи голямото си религиозно значение и през периода на Авиньонското папство (1309 – 1377), когато седалището на папата е преместено в Авиньон.
Благодарение на финансовите ресурси на Папския престол, през втората половина на 15 век Рим измества Флоренция като основен център на Италианския Ренесанс. Папите се стремят тяхната столица да надмине величието на останалите италиански градове и усилено строят нови екстравагантни църкви, мостове, площади и обществени пространства. Сред тях са новата базилика „Свети Петър“, Сикстинската капела, Понте Систо (първият мост, пресичащ Тибър, построен след края на Античната епоха), площад „Навона“. Папите покровителстват и изкуствата, привличайки в града водещи художници на епохата като Микеланджело, Перуджино, Рафаело, Гирландайо, Синьорели, Ботичели, Росели.
Разкошът и великолепието на папския двор през тази епоха предизвикват остри критики срещу корупцията, непотизма и симонията в Римската църква, като стават една от причините за Реформацията, но от друга страна превръщат Рим в център на изкуството, поезията, музиката, литературата, образованието и културата. Градът губи предимно религиозния си облик, превръщайки се в истинско ренесансово средище с множество народни празненства, конни надбягвания, пиршества и дворцови интриги. През 15 – 16 век Рим вече може да съперничи на останалите големи европейски столици по своето богатство, великолепие и архитектура.
Ренесансът променя цялостно облика на Рим, като най-голям принос за това имат папа Юлий II и неговите наследници Лъв X и Климент VII, управлявали от 1503 до 1534 година. През тези две десетилетия старата базилика „Свети Петър“, строена още от император Константин I Велики, е разрушена и на нейно място започва строежът на днешната църква, Браманте строи гробницата Темпието и планира мащабно преустройство на Апостолическия дворец, Рафаело създава множество картини, сред които фреските на Вила Фарнезина и Стаите на Рафаело, Микеланджело започва фреските на Сикстинската капела и статуите от надгробния паметник на папа Юлий. Рафаело е и един от първите застъпници на запазването на античните руини в града.

### Нова история
Бляскавият период на ренесансово развитие на Рим е прекъснат през 1527 година, когато за пръв път от хилядолетие градът е превзет и разграбен – този път от войските на император Карл V. След започналия през 1545 година Трентски събор Римокатолическата църква поставя началото на Контрареформацията, която си поставя за цел утвърждаването на авторитета на Църквата сред широките кръгове от населението. През втората половина на 16 век в Рим са построени нови паметници, демонстриращи могъществото и величието на Църквата. Тази тенденция продължава и през следващите десетилетия, превръщайки Рим в един от центровете на барока.
През 18 век влиянието на Римокатолическата църква в Европа е подкопано от либералните идеи на Просвещението, а в края на столетието е заплашена и политическата власт на папата в Рим. През февруари 1798 година с решаващото участие на френската армия е обявена Римска република, която просъществува година и половина. След това властта на Папската държава е възстановена, но през 1809 година тя е анексирана от Франция и Рим е обявен за свободен град на Първата империя. Властта на папата е възстановена от Виенския конгрес през 1814 година.
През следващите години светската власт на папите е остро критикувана от зараждащия се италиански национализъм. По време на революцията през 1849 година с активното участие на Джузепе Мацини и Джузепе Гарибалди е обявена нова Римска република, която отново съществува само за кратко.
След провала на революцията италианското национално движение се ориентира към обединение на страната под властта на кралете на Пиемонт. При създаването на Кралство Италия през 1861 година Рим е обявен за негова столица, въпреки че не се намира под негов контрол. Папската държава издържа още няколко години, опирайки се на подкрепата от Франция, но след началото на Френско-пруската война през 1870 година италианските войски превземат града, а през следващата година столицата е окончателно преместена от Флоренция в Рим.

### Столица на Италия
Превръщането на Рим в столица на обединена Италия дава тласък на развитието на града. Населението му нараства от 200 хиляди души през 1871 година до 600 хиляди души в навечерието на Първата световна война и градът излиза извън своите традиционни граници – Стената на Аврелиан.
След Първата световна война Рим е в центъра на събитията при Похода към Рим, в резултат на който фашистите вземат властта в страната през 1922 година. В междувоенния период бързото нарастване на населението продължава, което създава значителни социални проблеми, и правителството прави опити да го ограничи, но въпреки това в средата на 30-те жителите на града вече са над 1 милион.
По време на Втората световна война Рим понася по-малко поражения от другите големи европейски градове, но все пак през лятото на 1943 година е бомбардиран от авиацията на Великобритания и Съединените щати, при което загиват около 3 хиляди души. След свалянето на фашисткия диктатор Бенито Мусолини, дошлото на власт правителство на маршал Пиетро Бадолио подписва примирие със съюзниците на 3 септември 1943 г. и го обявява на 8 септември 1943 г., а скоро след това на 13 октомври 1943 г. Италия обявява война на Нацистка Германия. Превръщането на Италия от съюзник в неприятел на Германия води до нейната окупация в северната и централната и част. Но войната започва веднага след новината за примирието. На 8 и 9 септември 1943 г. намиращият се в Рим Моторизиран армейски корпус командван от генерал Джакомо Карбони организира съпротивата на града срещу германците, като в околностите на Витербо е сразена една дружина германски парашутисти с което е отхвърлен опита за германски десант от Остия. Но Крал Виктор Емануил III и маршал Пиетро Бадолио решават да избягат от Рим, като се насочват към Пескара и на италиански бойни кораби от там отиват в Бриндизи като нареждат на моторизирания армейски корпус да ги последва за да ги охранява което той изпълнява и заедно отиват Бриндизи, Градът е обявен за открит град и на два пъти е завземан активни бойни действия. През септември 1943 година градът е окупиран от германски войски, които са изтласкани от Съюзниците на 4 юни 1944 година след Битката при Анцио.
В следвоенните години населението на Рим отново нараства рязко, като градът става една от движещите сили на Италианското икономическо чудо. Ръстът на населението се забавя едва в началото на 70-те години, след което то се стабилизира и леко намалява в резултат на субурбанизацията.

## География
Рим е разположен в региона Лацио в Централна Италия, на бреговете на река Тибър. Първоначалното селище възниква на хълмовете срещу брода при Изола Тиберина, единственото естествено място за пресичане на реката в областта. Античното селище е изградено на Седемте хълма: Палатин, Авентин, Квиринал, Капитолий, Виминал, Есквилин и Целий, постепенно обградено с крепостна стена. Съвременният град включва също хълмовете Ватикан, Пинций, Яникул, Монте Сакро и Тестачо. През съвременния град преминава и река Аниене, която се влива в Тибър северно от историческия център.
Макар че центърът на Рим е на около 24 km навътре в сушата, територията на града, обхващаща общо 1285 km², достига до бреговете на Тиренско море, където се намира югозападният район Остия. Надморската височина на централната част на Рим варира от 13 m в основата на Пантеона до 139 m на възвишението Монте Марио.

### Климат
Рим има средиземноморски климат с хладни и влажни зими и топли и сухи лета. Средногодишната дневна температура е над 20 °C, а средногодишната нощна температура е около 10 °C. Снеговалежите са редки. Средната влажност на въздуха е 75%. Температурата на водата варира от 13 °C през февруари до 24 °C през август.
| Летище Рим Чампино (надморска височина: 105 m) | Летище Рим Чампино (надморска височина: 105 m) | Летище Рим Чампино (надморска височина: 105 m) | Летище Рим Чампино (надморска височина: 105 m) | Летище Рим Чампино (надморска височина: 105 m) | Летище Рим Чампино (надморска височина: 105 m) | Летище Рим Чампино (надморска височина: 105 m) | Летище Рим Чампино (надморска височина: 105 m) | Летище Рим Чампино (надморска височина: 105 m) | Летище Рим Чампино (надморска височина: 105 m) | Летище Рим Чампино (надморска височина: 105 m) | Летище Рим Чампино (надморска височина: 105 m) | Летище Рим Чампино (надморска височина: 105 m) | Летище Рим Чампино (надморска височина: 105 m) |
| Месеци                                         | яну.                                           | фев.                                           | март                                           | апр.                                           | май                                            | юни                                            | юли                                            | авг.                                           | сеп.                                           | окт.                                           | ное.                                           | дек.                                           | Годишно                                        |
| Средни максимални температури (°C)             | 11,9                                           | 13,0                                           | 15,2                                           | 17,7                                           | 22,8                                           | 26,9                                           | 30,3                                           | 30,6                                           | 26,5                                           | 21,4                                           | 15,9                                           | 12,6                                           | 20,4                                           |
| Средни температури (°C)                        | 7,5                                            | 8,2                                            | 10,2                                           | 12,6                                           | 17,2                                           | 21,1                                           | 24,1                                           | 24,5                                           | 20,8                                           | 16,4                                           | 11,4                                           | 8,4                                            | 15,2                                           |
| Средни минимални температури (°C)              | 3,1                                            | 3,5                                            | 5,2                                            | 7,5                                            | 11,6                                           | 15,3                                           | 18,0                                           | 18,3                                           | 15,2                                           | 11,3                                           | 6,9                                            | 4,2                                            | 10,0                                           |
| Средни месечни валежи (mm)                     | 66,9                                           | 73,3                                           | 57,8                                           | 80,5                                           | 52,8                                           | 34,0                                           | 19,2                                           | 36,8                                           | 73,3                                           | 113,3                                          | 115,4                                          | 81,0                                           | 804,3                                          |
| ---------------------------------------------- | ---------------------------------------------- | ---------------------------------------------- | ---------------------------------------------- | ---------------------------------------------- | ---------------------------------------------- | ---------------------------------------------- | ---------------------------------------------- | ---------------------------------------------- | ---------------------------------------------- | ---------------------------------------------- | ---------------------------------------------- | ---------------------------------------------- | ---------------------------------------------- |
| Източник: Servizio Meteorologico               |                                                |                                                |                                                |                                                |                                                |                                                |                                                |                                                |                                                |                                                |                                                |                                                |                                                |

### Улиците на Рим
Една от забележителните особености на Рим са големите дървета с характерен силует от вида Пиния. С високо разположените си гъсти корони те придават особена красота на улиците му. Друга особеност са масово използваните в тесните улици на града моторолери Веспа, провиращи се между колите или паркирани навсякъде в града.

## Население
Към 550 г. пр.н.е. Рим е вторият най-голям град в Италия след Таранто. Има площ от 285 хектара и приблизително население от 35 000 души. Според други източници, населението е малко под 100 000 души през 600 – 500 г. пр.н.е. Когато Републиката е основана през 508 г. пр.н.е., преброяването записва население от 130 000 души. Републиката включва града плюс околностите му. Към 150 г. пр.н.е. населението е вече над 300 000 души.
Размерът на града по времето на император Октавиан Август е въпрос на спекулации, като оценките, основаващи се на разпределението на зърно, вноса на зърно, капацитета на акведуктите, гъстотата на населението, границите на града и предположения за броя жени, деца и роби, предоставят много широки граници. Съществуват цифри от 450 000 до 1,2 милиона души.
След падането на Западната Римска империя, населението на града пада под 50 000 души. Така, продължава да застоява или се смалява до Ренесанса. Когато Кралство Италия анексира Рим през 1870 г., градът вече е населяван от около 200 000 души. То се увеличава до 600 000 души в навечерието на Първата световна война. Населението продължава да расте след Втората световна война, подпомагане от следвоенен икономически подем. Бум на строителството също създава голям брой предградия през 50-те и 60-те години на XX век.
Към средата на 10-те години на XXI век в същинския град живеят 2 754 440 души, докато около 4,2 милиона души живеят в римския метрополис, като гъстотата на населението е около 800 души/km2. Непълнолетните (под 18 години) представляват 17% от населението, а пенсионерите са 20%, като средният процент в Италия е 18,06% непълнолетни и 19,94% пенсионери. Между 2002 и 2007 г. населението на Рим нараства с 6,54%, докато населението на Италия като цяло нараства с 3,56%.
Градският район на Рим се разпростира на по-голяма площ от административните граници на града.

### Етнически групи
Около 9,5% от населението на града не са италианци. Около половината от имигрантската популация е съставена от други европейски корени (основно румънци, поляци, украинци и албанци). Останалите са от неевропейски произход, основно филипинци, бенгалци и китайци.
| 1861      | 1871      | 1881      | 1901      | 1911      | 1921      | 1931      |
| --------- | --------- | --------- | --------- | --------- | --------- | --------- |
| 194 500   | 212 432   | 273 952   | 422 411   | 518 917   | 660 235   | 930 926   |
| 1936      | 1951      | 1961      | 1971      | 1981      | 1991      | 2001      |
| 1 150 589 | 1 651 754 | 2 188 160 | 2 781 993 | 2 840 259 | 2 775 250 | 2 663 182 |
| 2011      | 2017      |           |           |           |           |           |
| 2 617 175 | 2 876 051 |           |           |           |           |           |

## Управление
Местното управление на Рим се осъществява от общината (comune) Столица Рим (Roma Capitale), която е най-голямата по площ и население сред всички 8101 общини в страната. Начело на общината стоят пряко избирани кмет и общински съвет. Нейно седалище по традиция е Сенатският дворец на хълма Капитолий.

### Подразделения
От 1972 година общината е разделена на административни райони, първоначално 20 на брой, а по-късно са ограничени 15 – през 1992 година Фиумичино се отделя в самостоятелна община, а през 2013 година още четири района са премахнати с цел икономии. Всеки район (municipio) има известна административна самостоятелност и се управлява от пряко избрани председател и четиричленен съвет. Районите нямат собствени имена, а са номерирани от I до XV.
Районите на Рим имат административен характер и границите им невинаги съвпадат с тези на исторически обособените квартали на града. Така историческият център на града, образуващ Район I, включва 22 исторически квартала, наричани риони, като почти всички те попадат в границите на Стената на Аврелиан. Повечето риони водят началото си от античните 14 региона на Рим от Августовата епоха и продължават своето съществуване и през Средновековието. По-новите квартали, намиращи се днес извън Район I, не се наричат риони, а просто картиере.

### Международни отношения
От 1956, Рим е побратимен единствено с  Париж, както и Париж е побратимен единствено с Рим – „Само Париж е достоен за Рим, само Рим е достоен за Париж“ гласи част от текста на споразумението (на италиански: Solo Parigi è degna di Roma; solo Roma è degna di Parigi; на френски: Seule Paris est digne de Rome; seule Rome est digne de Paris).

#### Приятелство и сътрудничество
- Ачакачи, Боливия[39]
- Пловдив, България[40]

## Мото и герб
Мотото на града Рим е SPQR и се появява в герба, както и на много от сградите в града, обществените фонтани и покривни капаци на канализацията.

## Икономика
Днес Рим има динамична и разнообразна икономика. В града се произвеждат 6,7% от БВП на Италия.
Рим расте с 4,4% всяка година – повече от който и да е друг град в Италия. Туризмът е един от главните отрасли на стопанството за града. Там също така са развити банкерството и въздухоплаването. Римското летище Фиумичино е осмото по големина пътническо летище в Европейския съюз с преминали през него 28 милиона пътници през 2005 г.

## Забележителности
- Колизеум
- Ватикански музеи
- Траянова колона
- Пантеон
- Римски форум
- Дворец Дория
- Императорски форуми
- Циркус Максимус
- Баните на Каракала
- Фонтан ди Треви
- Площад Венеция
- Площад Навона
- Площад Испания
- Капитолий
- Стена на Аврелиан
- Национален паметник на Виктор Емануил II
- Пирамида на Цестий

### Цитирани източници
- Bertarelli, Luigi Vittorio. Guida d'Italia. Т. IV.   Rome, CTI, 1925. (на италиански)
- Greco-Roman World – Greece (3650 BC-146 BC) //  Cosmolearning.com.   CosmoLearning.  Архивиран от оригинала на 2014-03-07. Посетен на 3 февруари 2010. (на английски)
- Heiken, G. et al. The Seven Hills of Rome: A Geological Tour of the Eternal City.   Princeton University Press, 2005. (на английски)
- Roma, sì all'accorpamento dei municipi: il Consiglio li riduce da 19 a 15 //  ilmessaggero.it.   Il Messaggero, 11 март 2013.  Архивиран от оригинала на 2013-03-16. Посетен на 13 март 2013. (на италиански)
- Kinder, Hermann et al. Dtv-atlas zur Weltgeschichte. Т. 1.   Zürich, Ex Libris, 1964. (на немски)
- Livy. The history of Rome.   Printed for A.Strahan, 1797. (на английски)
- Livy. The Early History of Rome.   Penguin Books Ltd, 26 май 2005. ISBN 978-0-14-196307-5. (на английски)
- travel, history, civilizations, greatest cities, largest cities, Rome //   Mandatory, 24 януари 2013.  Архивиран от оригинала на 2013-01-30. Посетен на 12 март 2013. (на английски)
- Pope Pius IX //  Catholic Encyclopedia.   Newadvent.org, 2009. Посетен на 3 февруари 2010. (на английски)
- Basilica of St. Peter //  Catholic Encyclopedia.   Newadvent.org, 1 февруари 1912. Посетен на 3 февруари 2010. (на английски)
- A review of the book Population Crises and Population cycles by Claire Russell and W M S Russell //  home.vicnet.net.au.   OzIdeas, 2013.  Архивиран от оригинала на 2011-04-05. Посетен на 27 март 2013. (на английски)
- Pounds, Norman John Greville. An Historical Geography of Europe 450 B.C.-A.D. 1330.   CUP Archive, 1976. ISBN 9780521291262. (на английски)
- Ravaglioli, Armando. Roma anno 2750 ab Urbe condita.   Rome, Tascabili Economici Newton, 1997. ISBN 88-8183-670-X. (на италиански)
- Roma diventa Capitale //   Roma Capitale, 2012. Посетен на 6 март 2012. (на италиански)
- The „Rioni“ of Rome //  Romeartlover.it.   Romeartlover.it, 2010. Посетен на 3 февруари 2010. (на английски)
- Tellier, Luc-Normand. Urban world history: an economic and geographical perspective.   PUQ, 2009. ISBN 2-7605-1588-5. (на английски)
- Thieme, Horst R. Mathematics in population biology.   Princeton University Press, 2003. ISBN 0-691-09291-5. (на английски)
- Wilford, John Nobel. More Clues in the Legend (or Is It Fact?) of Romulus //  nytimes.com.   New York Times, 12 юни 2007.  Архивиран от оригинала на 2009-04-17. Посетен на 11 август 2008. (на английски)